# مسرى إدارة النظام
إن مسرى إدارة النظام (مختصر إلي SMBus أو SMB) هو ناقل بسيط مزدوج السلك ذو طرف مفرد لغرض الاتصالات الخفيفة، ويكون أكثر شيوعا في لوحات الحاسوب الرئيسية للاتصال مع مصدر الطاقة لتعليمات التشغيل/ الإغلاق.
يشتق هذا المسرى من الدائرة المتكاملة البينية I²C للاتصال مع أجهزة عرض النطاق الترددي المنخفض في لوحة أم، وخصوصا الشرائح المرتبطة بالطاقة مثل النظام الفرعي لبطارية الكمبيوتر المحمول القابلة لإعادة الشحن (انظر بيانات البطارية الذكية). قد تشتمل أجهزة أخرى علي درجة الحرارة، مروحة أو أجهزة استشعار الجهد، ومفاتيح غطاء وشرائح عداد زمني. قد تتصل بطاقات منفذ الملحقات الاضافية مع جزء من مسرى إدارة النظام.
يمكن للجهاز توفير المعلومات عن المُصنع، والإشارة إلي الموديل/ رقم الجهاز، والحفاظ علي حالته لحدث التوقف، والإبلاغ عن أنواع مختلفة من الخطأ، وقبول معاملات التحكم وحالة العودة. يعد مسرى إدارة النظام غير قابل للتهيئة أو سهولة الوصول إليه عموما بالنسبة للمستخدم. على الرغم من أن أجهزة مسرى إدارة النظام عادة لا يمكنها تحديد وظائفها، فإن الاندماج الجديد لـ مسرى إدارة الطاقة قام بتوسيع مسرى إدارة النظام ليتضمن الاتفاقات التي تسمح بذلك.
تم تعريف مسرى إدارة النظام من قبل إنتل في عام 1995، وهو يحمل عداد زمني، وبيانات، وتعليمات، كما يستند إلي بروتوكول المسرى التسلسلي لـ الدائرة المتكاملة البينية في فيليبس. يتراوح مدي تردد عداده الزمني من 10 إلى 100 كيلو هرتز، (يطيله مسرى إدارة الطاقة إلى 400 كيلو هرتز). يتم تحديد مستويات جهد وتوقيتات مسرى إدارة النظام بدقة أكثر منها في الدائرة المتكاملة البينية، لكن غالبا ما تكون الأجهزة التابعة للنظامين مدمجة بنجاح على نفس الناقل.

## التشغيل التبادلي بين مسرى إدارة النظام/ الدائرة المتكاملة البينية
بينما يشتق مسرى إدارة النظام من الدائرة المتكاملة البينية، توجد عدة اختلافات رئيسية بين مواصفات كلا الناقلين في مجالات الكهرباء، والتوقيت، والبروتوكولات، وطرق التشغيل.

### الكهربية

#### جهد الدخل (VIL وVIH)
تقوم خاصية الدائرة المتكاملة البينية عند دمج الأجهزة بتحديد VDD ليكون 5.0 V ±10%، ومستويات الدخل الثابتة لتكون 1.5 و3.0 V. يحدد مسرى إدارة النظام تثبيت مستويات الدخل للمسرى عند 0.8 و2.1 V بدلا من ربطها بـ VDD. تسمح هذه الخاصية في مسرى إدارة النظام لتطبيقات المسرى مع VDD أن تتراوح من 3 إلي 5 فولت.

#### التيار المنساب (IOL)
يوجد إصدار «عالي الطاقة» 2.0 من مسرى إدارة النظام، ويضم تيار منساب 4 مللي أمبير لا يمكن تسييره من قبل شرائح الدائرة المتكاملة البينية ما لم تكن مقاومة الشد لها حجم مناسب لمستويات مسرى الدائرة المتكاملة البينية.
يكون لأجهزة NXP مجموعة من الخصائص الكهربية ذات قوة أعلى عن مسرى إدارة النظام 1.0، ويكون الفرق الرئيسي هو قدرة تيار منساب مع VOL = 0.4 V.
- مسرى إدارة النظام ذو الطاقة المنخفضة = 350 μA
- مسرى إدارة النظام ذو الطاقة العالية = 4 mA
- مسرى الدائرة المتكاملة البينية = 3 mA

تعمل أجهزة مسرى إدارة النظام ذو الطاقة العالية ومسرى الدائرة المتكاملة البينية معا إذا كانت مقاومة الشد في حجم مناسب لـ 3 مللي أمبير.

#### التردد (FMAX وFMIN)
يتم تحديد العداد الزمني الخاص بمسرى إدارة النظام بين 10 - 100 كيلو هرتز، بينما يكون للدائرة المتكاملة البينية 0-100 كيلو هرتز، 0-400 كيلو هرتز، 0-1 ميغاهيرتز و0- 3.4 ميغاهيرتز؛ اعتمادا على الوضع. وهذا يعني أن أي مسرى دائرة متكاملة بينية يعمل عند أقل من 10 كيلو هرتز لن يتوافق مع مسرى إدارة النظام لأن أجهزته قد تتوقف، لكن العديد من أجهزة مسرى إدارة النظام تدعم ترددات أقل.
التوقيت
- يحدد مسرى إدارة النظام عداد زمني منخفض المهلة، زمن انتظار35 مللي ثانية، لكن لا تحدد الدائرة المتكاملة البينية أي حد لزمن الانتظار.
- يقوم مسرى إدارة النظام بتحديد زمن قصير TLOW: SEXT كساعة تراكمية قصيرة الوقت للجهاز التابع، لا توجد خاصية مماثلة في الدائرة المتكاملة البينية.
- يقوم مسرى إدارة النظام بتحديد زمن قصير TLOW : MEXT كساعة تراكمية قصيرة الوقت للجهاز الرئيسي، لا توجد خاصية مماثلة في الدائرة المتكاملة البينية.
- يحدد مسرى إدارة النظام أزمنة صعود وهبوط إشارات الناقل، بينما لا تقوم الدائرة المتكاملة البينية بذلك.
- لا تعمل مواصفات انتهاء الوقت في مسرى إدارة النظام علي منع أجهزة الدائرة المتكاملة البينية المتعاونة بشكل صحيح في مسرى إدارة النظام. ومن مسؤولية المصمم ضمان عدم مخالفة أجهزة الدائرة المتكاملة البينية لمعاملات التوقيت للناقل.

### بروتوكولات

#### استخدام ACK وNACK
توجد الاختلافات التالية في استخدام إشارة المسرى NACK : يسمح للمُستقبِل التابع في الدائرة المتكاملة البينية بعدم تعريف عنوان التابع، فإذا كان غير قادر على الاستقبال على سبيل المثال بسبب أداءه لبعض المهام الحقيقية، فمسرى إدارة النظام يحتاج دائما لأجهزة تعريف بالعنوان، كآلية للكشف عن وجود جهاز قابل للإزالة على المسرى (بطارية، قاعدة تركيب، وما إلى ذلك). تنص الدائرة المتكاملة البينية على أن الجهاز التابع رغم أنه قد يتعرف علي عنوانه، إلا أنه قد يقرر لاحقا أثناء النقل عدم إمكانية استقباله لمزيد من بايتات البيانات. تحدد الدائرة المتكاملة البينية أن الجهاز قد يدل على ذلك عن طريق توليد ما ليس معرفا على البايت الأول للمتابعة، أكثر من الإشارة إلي وضع مشغول في الجهاز التابع. يستخدم مسرى إدارة النظام آلية NACK أيضا للإشارة إلي استقبال أمر أو بيانات غير صالحة. ولأن هذه الحالة قد تحدث في البايت الأخير أثناء النقل، يتطلب ذلك أن يكون لأجهزة مسرى إدارة النظام القدرة على توليد عدم التعريف بعد نقل كل بايت وقبل إتمام العملية. من المهم أن يحدث ذلك لأن مسرى إدارة النظام لا يعيد إرسال أي إشارة. هذا الاختلاف في الاستخدام لإشارة NACK له نتائج مترتبة على التنفيذ المحدد لمنفذ مسرى إدارة النظام، وخاصة في الأجهزة التي تتعامل مع بيانات نظام دقيقة مثل مضيف مسرى إدارة النظام ومكونات SBS.

#### بروتوكولات مسرى إدارة النظام
كل عملية إرسال على مسرى إدارة النظام تتبع شكل واحد من البروتوكولات المحددة لمسرى إدارة النظام، وهذه البروتوكولات هي مجموعة فرعية من صيغ نقل البيانات المحددة في مواصفات الدائرة المتكاملة البينية. إن أجهزة الدائرة المتكاملة البينية التي يمكن الوصول لها عبر أحد بروتوكولات مسرى إدارة النظام تتوافق مع مواصفات مسرى إدارة النظام، وأجهزة الدائرة المتكاملة البينية التي لا تلتزم بهذه البروتوكولات لا يمكن الوصول لها بالأساليب القياسية المحددة في مواصفات كلا من مسرى إدارة النظام والتهيئة المتقدمة وواجهة الطاقة ACPI.

#### بروتوكول تحليل العنوان
يستخدم مسرى إدارة النظام أجهزة الدائرة المتكاملة البينية وعنونتها، ولكنه يضيف برنامج ذو مستوى ثاني لبناء أنظمة خاصة، ولا سيما التي تشتمل مواصفاتها علي بروتوكول تحليل العنوان الذي يوفرمواقع عناوين ديناميكية. تقوم إعادة التهيئة الديناميكية للأجهزة والبرمجيات بالسماح لأجهزة المسرى بالتوصيل والاستعمال الفوري دون إعادة تشغيل النظام. يتم التعرف على الأجهزة أوتوماتيكيا ً وتعيين عناوين وحيدة، وينتج عن هذه الميزة واجهة المستخدم للتوصيل والتشغيل. يوجد فارق مفيد جدا في كلا البروتوكولين بين مضيف النظام وجميع الأجهزة الأخرى في النظام التي يكون لديها أسماء ووظائف الأجهزة الرئيسية أو التابعة.

#### خاصية انقضاء الوقت
يوجد في مسرى إدارة النظام خاصية انقضاء الوقت التي تعيد الأجهزة إلي الوضع الأصلي إذا استغرق الاتصال وقتا طويلا، وهذا ما يفسر تردد ساعة لا يقل عن 10 كيلوهرتز لمنع إغلاق الناقل. يمكن للدائرة المتكاملة البينية أن تكون مسرى «تيار مستمر»، وهذا يعني أن الجهاز التابع يطيل الساعة الرئيسية عند تنفيذ بعض المهام الروتينية بينما يحاول الجهاز الرئيسي الوصول لها، مما ينذر الجهاز الرئيسي أن الجهاز التابع مشغول ولكنه لا يريد قطع الاتصال، فيسمح الجهاز التابع بالمواصلة بعد اكتمال مهمته. لا يوجد حدود في بروتوكول مسرى الدائرة المتكاملة البينية كتحديد مدة التأخير علي عكس مثيله في نظام مسرى إدارة النظام التي تقتصر على 35 مللي ثانية. يفترض بروتوكول مسرى إدارة النظام فقط أنه إذا كان هناك شيء يستغرق وقتا طويلا، فذلك يعني أن هناك مشكلة في الناقل، وأنه يجب إعادة كافة الأجهزة إلي الوضع الأصلي لمسح هذا الوضع، وعند ذلك لا يسمح للأجهزة التابعة بالعمل لفترة زمنية لمدة طويلة.

#### التحقق من أخطاء الحزم
تسمح نواقل إدارة النظام 2.0 و1.1 بإمكانية التحقق من أخطاء الحزم (PEC). في هذا الوضع يتم إلحاق بايت (كود خطأ الحزمة) في نهاية كل إجراء، ويتم حساب البايت كـ تدقيق مجموع اختبار التكرارالدوري -8 محسوبة على الرسالة بأكملها بما في ذلك العنوان وبت القراءة/ الكتابة. يكون متعدد الحدود المستخدم هو x8+x2+x+1 (اختبار التكرارالدوري -8 – نظام عد أسلوب النقل اللاتزامني تصحيح خطأ رأس الصفحة، بداية حتي الصفر).

#### تنبيه مسرى إدارة النظام#
تتوفر إشارة مقاطعة إضافية مشتركة اختيارية يطلق عليها تنبيه مسرى إدارة النظام#، والتي يمكن استخدامها من قبل الأجهزة التابعة لجعل الجهاز المضيف يسألها عن الأحداث الهامة. يقوم مسرى إدارة النظام أيضا بتحديد «بروتوكول إخطار المضيف» أقل شيوعا، وتوفير إخطارات مماثلة ولكن مع تمرير المزيد من البيانات والبناء على وضع الدائرة المتكاملة البينية متعددة الأجهزة الرئيسية.

## دعم مسرى إدارة النظام
يتم دعم أجهزة مسرى إدارة النظام بواسطة فري بي إس دي، أوبن بي إس دي، نت بي إس دي، دراجون فلاي بي إس دي، لينكس، ويندوز 2000، الإصدارات الأحدث لمزود الخدمة، ويندوز إكس بي، والإصدارات الأحدث لسطح المكتب.

## وصلات خارجية
- موقع ويب SMBus
- منتدى SBS
- مسرى إدارة النظام SMBus في موقع tech-faq.com

استند هذا المقال في الأصل على مواد من قاموس الحوسبة المجاني علي الانترنت، وهو مرخص من قِبل رخصة جنو للوثائق الحرة.